# Veronica Guerin (film)
Veronica Guerin (v anglickém originále Veronica Guerin) je americko-irsko-britský dramatický film z roku 2003. Režisérem filmu je Joel Schumacher. Hlavní role ve filmu ztvárnili Cate Blanchett, Gerard McSorley, Ciarán Hinds, Brenda Fricker a Barry Barnes.

## Ocenění
Cate Blanchett byla za svůj výkon ve filmu nominována na cenu Zlatý globus.

## Obsazení
| Cate Blanchett   | Veronica Guerin |
| Gerard McSorley  | John Gilligan   |
| Ciarán Hinds     | John Traynor    |
| Brenda Fricker   | Bernie Guerin   |
| Barry Barnes     | Graham Turley   |
| Simon O’Driscoll | Cathal Turley   |
| Don Wycherley    | Chris Mulligan  |
| Alan Devine      | Gerry Hutch     |
| Colin Farrell    | potetovaný muž  |